# میپل گروو، شهرستان بنزی، میشیگان
میپل گروو (به انگلیسی: Maple Grove) یک منطقهٔ مسکونی در ایالات متحده آمریکا است که در میشیگان واقع شده‌است. میپل گروو ۰٫۹ کیلومتر مربع مساحت و ۱۳۲ نفر جمعیت دارد و ۲۵۰ متر و به عبارتی ۸۲۰‌ پا بالاتر از سطح دریا واقع شده‌است.